# Группа спасения памятников истории и культуры Ленинграда
Группа спасения памятников истории и культуры Ленинграда — неформальная организация, которая была создана в октябре 1986 года, одна из первых в СССР независимых от властей градозащитных инициатив.

## История
Создание организации было связано с борьбой за спасение дома Дельвига на Владимирской площади (Загородный проспект, 1), который намеревались снести при строительстве станции метро «Достоевская». Её возглавил экскурсовод  музея Суворова Алексей Ковалёв. Градозащитники организовали публикацию нескольких статей в газетах, передачи по радио, на телевидении, опубликовали письмо за подписями сотрудников Пушкинского дома в «Литературной газете», собрали тысячи подписей против сноса дома, собрали исчерпывающую информацию о проекте и состоянии дома, о его истории, и, наконец, 19 октября 1986 года, провели праздник-митинг перед домом. После этого 22 октября 1986 года власти города объявили о принципиальном решении сохранить здание.

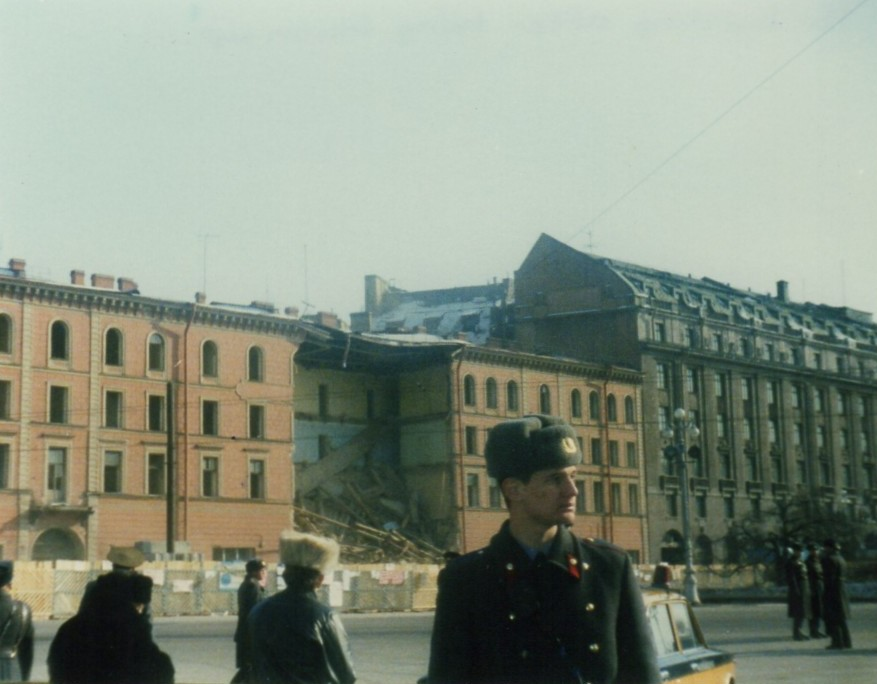
Снос гостиницы «Англетер»

В марте 1987 года организация начала борьбу против планировавшегося сноса гостиницы «Англетер».  16 марта несколько членов Группы собрались у забора, окружавшего «Англетер», чтобы организовать «живую цепь» вокруг здания и не пустить на технику. с помощью которой предполагался снос здания. За несколько часов к активистам стихийно присоединились десятки людей, и началась трехсуточная акция протеста. 18 марта 1987 активистов Группы Алексея Ковалева, Татьяну Лиханову и Ивана Паукова пригласили в Ленгорисполком для беседы с руководством города, однако сразу после этих переговоров пикеты были разогнаны силами милиции и внутренних войск, и здание было снесено. Затем в течение следующих полутора месяцев в сквере на Исаакиевской площади перед забором стройплощадки был размещен «Пост общественной информации» на котором размещались лозунги, публикации, копии документов, рисунки, рассказывающие о том, почему снос «Англетера» был незаконным и кто был виноват в нем. Было собрано около 20 тысяч подписей под заявлением с осуждением сноса. 31 мая 1987 работа «Поста общественной информации» была силовым способом прекращена властями города.
Однако благодаря массовому протестному движению Ленгорисполком был вынужден пересмотреть все решения о сносах архитектурных памятников, а 1988 году были утверждены новые объединенные зоны охраны исторического центра Ленинграда. Лидер «Группы спасения» Алексей Ковалев в 1991 году был избран депутатом Ленсовета.